# Sender Saarburg

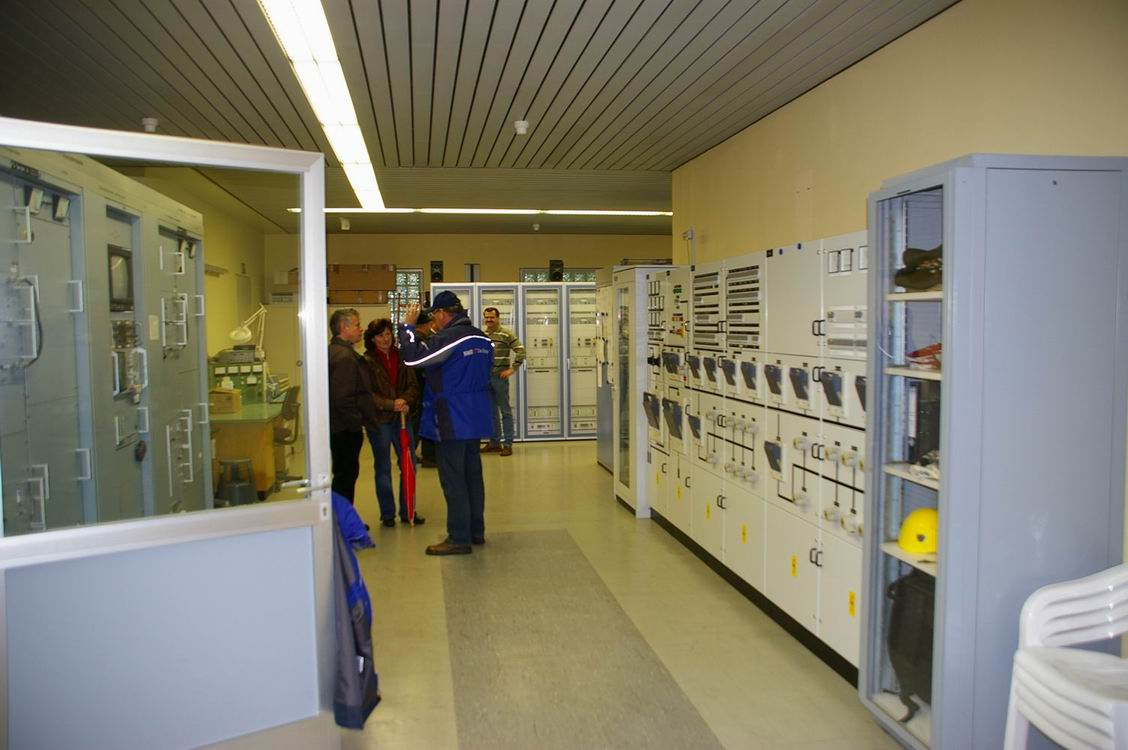
Technikraum des Senders Saarburg

Der Sender Saarburg ist eine Sendeanlage des Südwestrundfunks für UKW-Hörfunk und Fernsehen. Daneben nutzen auch andere Betreiber von Funkdiensten wie Mobilfunkanbieter oder Behörden diese SWR-Sendeanlage mit. Die Sendeanlage befindet sich auf dem zur Gemeinde Schoden gehörenden Geisberg mit einem 245 Meter hohen abgespannten Stahlfachwerkmast als Antennenträger.
Der Mast ist das höchste Bauwerk im Landkreis Trier-Saarburg. Errichtet wurde der Mast 1985/86 vom damaligen Südwestfunk auf dem Gelände der Gehöferschaft Schoden als Nachfolger für den in diesem Bereich am 15. Dezember 1961 in Betrieb genommenen 110 Meter hohen Sendemast. Nach Fertigstellung des neuen Mastes wurde die bisherige Sendeanlage abgebaut.

## Frequenzen und Programme

### Analoger Hörfunk (UKW)
| Frequenz (MHz) | Programm             | RDS PS             | RDS PI                | Regionalisierung     | ERP (kW) | Antennendiagramm rund (ND)/gerichtet (D) | Polarisation horizontal (H)/vertikal (V) |
| -------------- | -------------------- | ------------------ | --------------------- | -------------------- | -------- | ---------------------------------------- | ---------------------------------------- |
| 99,2           | SWR1 Rheinland-Pfalz | SWR1_RP_           | D3A1                  | –                    | 5        | D (350°-290°)                            | H                                        |
| 93,8           | SWR Kultur           | SWR_Kult           | D3A2                  | Rheinland-Pfalz      | 5        | D (350°-290°)                            | H                                        |
| 90,6           | SWR3                 | __SWR3__           | D3A3                  | Rheinland-Pfalz/Köln | 5        | D (350°-290°)                            | H                                        |
| 101,2          | SWR4 Rheinland-Pfalz | SWR4_TR_           | DCA4                  | Radio Trier          | 20       | D (30°-60°)                              | H                                        |
| 104,6          | Deutschlandfunk      | __Dlf___           | D210                  | –                    | 20       | D (230°-130°)                            | H                                        |
| 102,6          | RPR1                 | RPR1._TR, _RPR1.__ | D5A8 (regional), D3A8 | Eifel-Saar-Mosel     | 20       | D (230°-130°)                            | H                                        |

### Digitales Radio (DAB+)
Seit dem 10. September 2015 wird das Digitalradio (DAB+) in vertikaler Polarisation und im Gleichwellenbetrieb mit anderen Sendern ausgestrahlt.
| Block                             | Programme | ERP (kW) | Gleichwellennetz (SFN) |
| --------------------------------- | --- | -------- | --- |
| 11A Rheinland- Pfalz 1 (D__00217) | DAB+-Multiplex der Digital Radio Südwest: - SWR1 RP (96 kbps) - SWR Kultur (96 kbps) - SWR3 (Rheinland-Pfalz) (96 kbps) - SWR4 KL (88 kbps) - SWR4 KO (88 kbps) - SWR4 LU (88 kbps) - SWR4 MZ (88 kbps) - SWR4 TR (88 kbps) - DASDING (96 kbps) - SWR Aktuell (72 kbps) - bigFM (72 kbps) - RPR1. (überregional) (72 kbps) - Rockland Radio (überregional) (72 kbps) - EPG (24 kbps) - TPEG (16 kbps) | 4        | - Region Kaiserslautern: Bornberg, Kaiserslautern (Rotenberg), Kettrichhof, Zweibrücken - Region Koblenz: Ahrweiler (Schöneberg), Alf-Bullay, Altenahr (Oberes Ahrtal), Bad Marienberg, Betzdorf (Weißenstein), Diez, Koblenz (Dieblich-Waldesch), Linz am Rhein - Region Ludwigshafen: Weinbiet - Region Mainz: Bad Kreuznach (Bad Münster am Stein), Donnersberg, Mainz-Kastel, Oberdiebach (Lorch) - Region Trier: Bitburg, Bleialf, Daleiden, Haardtkopf, Idar-Oberstein, Kirn, Palzem, Schartenberg (Eifel), Niedersgegen, Saarburg, Traben-Trarbach, Trier (Markusberg) |

### Digitales Fernsehen (DVB-T)
Seit dem 12. November 2008 wird vom Sender Saarburg das digitale Antennenfernsehen (DVB-T) mit drei öffentlich-rechtlichen Multiplex-Kanälen abgestrahlt. Die digitalen Ausstrahlungen laufen im Gleichwellenbetrieb (Single Frequency Network) mit anderen Sendestandorten. Am 28. November 2018 wurde die DVB-T Ausstrahlung am Sender Saarburg beendet.
| Kanal | Frequenz (MHz) | Multiplex                          | Programme im Multiplex | ERP (kW) | Antennendiagramm rund (ND)/ gerichtet (D) | Polarisation horizontal (H)/ vertikal (V) | Modulations- verfahren | FEC | Guard- intervall | Bitrate (MBit/s) | SFN |
| ----- | -------------- | ---------------------------------- | --- | -------- | ----------------------------------------- | ----------------------------------------- | ---------------------- | --- | ---------------- | ---------------- | --- |
| E46   | 674            | ARD Digital (SWR)                  | - Das Erste (SWR) - ARTE - Phoenix - One                                                                                  | 50       | ND                                        | H                                         | 16-QAM (8-k-Modus)     | 2/3 | 1/4              | 13,27            | Geisberg (Saarburg Schoden), Haardtkopf (Hunsrück), Scharteberg (Eifel-Daun), Petrisberg (Trier)                                                                           |
| E48   | 690            | ARD regional (SWR Rheinland-Pfalz) | - SWR Fernsehen Rheinland-Pfalz - Bayerisches Fernsehen (Schwaben/Altbayern) - hr-fernsehen - WDR Fernsehen (Studio Köln) | 50       | ND                                        | H                                         | 16-QAM (8-k-Modus)     | 2/3 | 1/4              | 13,27            | Geisberg, Haardtkopf, Scharteberg, Petrisberg |
| E30   | 546            | ZDFmobil                           | - ZDF - 3sat - ZDFinfo - KiKA (06-21:00 Uhr)/ZDFneo (21-06:00 Uhr)                                                        | 50       | ND                                        | H                                         | 16-QAM (8-k-Modus)     | 2/3 | 1/4              | 13,27            | Geisberg, Haardtkopf, Scharteberg, Petrisberg, Schoksberg (Saarbrücken), Göttelborner Höhe, Kettrichhof (Pirmasens), Donnersberg (Pfälzer Wald), Kaiserslautern-Dansenberg |

### Analoges Fernsehen (PAL)
Bis zur Umstellung auf DVB-T wurden folgende Programme in analogem PAL gesendet:
| Kanal | Frequenz (MHz) | Programm        | ERP (kW) | Sendediagramm rund (ND)/ gerichtet (D) | Polarisation horizontal (H)/ vertikal (V) |
| ----- | -------------- | --------------- | -------- | -------------------------------------- | ----------------------------------------- |
| 29    | 535,25         | Das Erste (SWR) | 20       | ND                                     | H                                         |